# Ізвоареле (Марамуреш)
Ізвоареле (рум. Izvoarele) — село у повіті Марамуреш в Румунії. Входить до складу комуни Чернешть.
Село розташоване на відстані 390 км на північний захід від Бухареста, 22 км на схід від Бая-Маре, 93 км на північ від Клуж-Напоки.

## Населення
За даними перепису населення 2002 року у селі проживали 49 осіб, усі — румуни. Усі жителі села рідною мовою назвали румунську.